# Trudelies Leonhardt
Trudelies Leonhardt (Laren (NH), 30 mei 1931) is Nederlands pianiste.

## Biografie
Trudelies Leonhardt werd geboren in een gezin waar muziek een grote rol speelde. Haar broer is de klavecinist Gustav Leonhardt . Op vierjarige leeftijd begon ze piano te spelen onder begeleiding van Johannes Röntgen. In een interview vertelt zij dat Röntgen altijd zong in plaats van te spreken. Elk van de kinderen moest een uur per dag onder leiding van hun moeder piano spelen, terwijl de buurkinderen buiten speelden. Al in haar jeugd vatte ze een grote liefde op voor Franz Schubert en voelde zich heel gelukkig als ze muziek van hem speelde. Vooral de lange lijnen in zijn muziek, die ook voorkomen in de muziek van Beethoven, vindt zij mooi.
Zij studeerde daarna aan het Conservatorium van Amsterdam bij Nelly Wagenaar, en behaalde cum laude het solistendiploma.
Leonhardt won de Elizabeth Evertsprijs  en een prijs van de Vrienden van het Concertgebouw, bedoeld voor veelbelovende jonge musici. Na haar periode bij de deftige Nelly Wagenaar had zij meer lucht nodig en ging zij naar Parijs, waar ze haar opleiding voortzette bij Yves Nat. Hij was zo aardig voor haar dat zij vond dat zij niet verder kwam. Daarna ging zij studeren bij Marguerite Long, die bekend stond om haar precieze spel. Deze bleek zeer kritisch voor haar leerlingen. Leonhardt vroeg haar om privéles te geven en leerde perfect te spelen. Daarna had zij weer jaren nodig om zich daarvan los te maken.
Vele orkesten hebben Trudelies Leonhardt als solist uitgenodigd, waaronder het Koninklijke Concertgebouworkest in Amsterdam, waar zij speelde onder leiding van Eugen Jochum. Ook speelde zij onder meer met het Tonhalle Orchester in Zürich, met het Limburgs Symphonie Orkest, met het Kamerorkest van  Lausanne, en met het Musikkollegium Winterthur. Zij speelde ook onder leiding van Harry Blech met The London Mozart Players.
Tijdens haar optredens was zij niet gelukkig. Het kostte zoveel concentratie dat genieten van de muziek voor haar niet mogelijk was. Het uit het hoofd spelen ervoer zij als zeer gevaarlijk, want je moet niet de verkeerde afslag nemen. Kamermuziek spelen vond zij daarom veel prettiger, en zij ging naast de optredens met grote orkesten ook recitals geven en kamermuziekconcerten.
In de jaren zeventig kreeg zij belangstelling voor oude instrumenten. Op advies van haar broer ging ze spelen op de fortepiano van de late 18e en vroege 19e eeuw. Ze kocht een instrument van Karl Andreas Stein (1797 — 1863). Ze vond dat instrument wat nasaal klinken en ruilde het om voor een instrument van Benignus Seidner, dat in Wenen gebouwd was rond 1815. Op dit instrument maakte ze al haar opnames.
Ze gaf regelmatig lezingen over met name de muziek van Franz Schubert, maar ook over Beethoven en de pianoforte.

## Discografie (selectie)

### Werken vanAnthon van der Horst
- (1963) HV 530 : Tema con Variazioni in Modo Conjuncto

### Werken van Wolfgang Amadeus Mozart en Franz Schubert
- (1980) Arion 36578 " De kunst van Pianoforte  : Mozart Sonate KV 576, Menuet KV 355, Schubert Sonate D 566, 17 Ländler D 366 en Cotillon D 976

### Werken van Franz Schubert
- (1989) Jecklin J 4420 / 1-2 Vol. 1 (2 cd) : Sonatas D 959, D 784, D 845, D 894
- (1990) Jecklin J 4422 / 3-2 Vol. 2 (2 cd's) : Sonates D 958, D 960, D 664, D 850
- (1990) Jecklin. J 4424 / 5-2 Vol. 3 (2 cd's) : Sonates D 557, D 568, D 537, D 575, D 566, D 459
- (1990) Div 31016 : 6 Moments musicaux D 780, Ländler en Cotillon D 681, 679, 976, 3 Klavierstüke D 946
- (1990) Div 31015 : 4 Impromptus D 935, 12 Wiener Deutsche D 128
- (1993) Div 31018 : 7 Deutsche D 366, Ländler D 145-366-970, 12 Ländler D 790, Menuet met 2 Trio's D 335, Grätzer Walzer D 924
- (1994) Div 31019 : Sonata D157, 4 Impromptus D 899, 26 Écossaises D 618b-421-511-697-145-977-158
- (1996) Glo 5151 : Menuet D 277a, Andante D 604, 12 Walzer D 145, Scherzo D 593 No 2, 12 Écossaises D 299, Adagio D 612, Menuet D 334, 8 Écossaises D 529, Scherzo D 593 No 1, 16 Ländler D 734
- (1997) Glo 5167 : Sonata D 279, Adagio D 178, Erste Walzer D 365 (1-18), Variaties Hüttenbrenner D 576, Erste Walzer (19-36), Allegretto D 915
- (2008) Glo 5231 : Sonata D 850, Menuet met 2 Trio's D 91a, Menuet D 336, 8 Ländler D 378, Menuet met 2 Trio's D 91b, Menuet met 2 Trio's D 380, Allegretto D 915
- (2006) Glo 6061 : CD 1 : Sonata D 960, Allegretto D 566, Scherzo D 566, CD 2 : De schetsen voor Sonata D 960
- (2008) Glo 5232 : Letzte Walzer D 146, Écossaises D 145, D 734, D 783, D 816, 12 Menuet D 41
- (2009) Glo 5236 : Drei Klavierstücke D 946, 10 Ländler en Cotillon D 681-679-976, Moments musicaux D 780
- (1999) Vel 3008 : 4 Impromptus D 899, Sonata D 157, 26 Écossaises D 618b-421-511-697-145-977-158
- (1999) Vel 3009 : 12 Écossaises D 781-782, Menuet met 2 Trio's D 380, Adagio D 505, Rondo D 506, Galopp D 925, Galopp D 735, 6 Deutsche Tänze D 820, Scherzo D 570, 34 Valses sentimentales D 779 (1-17), Andante D 29, 34 Valses sentimentales D 779 (18-34)
- (2002) Vel 3053 : 4 Impromptus D 935, 12 Deutsche Tänze D 420, Grazer Fantasie D 605a
- (2002) Vel 3054 : 20 Ländler D 145-366-970, Menuet met 2 Trio's D 335, Grätzer Walzer D 924, 12 Ländler D 790, 8 Écossaises D 735, 17 Deutsche D 366 en Cotillon D 976
- (2007) Gall CD 1232 : 16 Deutsche Tänze D 783, Sonata D 840 "Reliquie", 10 Variaties D 156

### Werken vanLudwig van Beethoven
Uitgegeven door Kingdom Records, Londen (Groot-Brittannië)
- (1990) Kclcd 2022 : Kurfürsten Sonata WoO 47 No 2, 6 Bagatelles Opus 126, Sonata Opus 101
- (1992) Meridian Duocd 89023 : 32 variaties WoO 80, Sonata Opus 27 No 1, Bagatelle WoO 56, Allegretto WoO 53, Rondo Opus 51 No 2, 11 Bagatelles Opus 119
- (1996) Glo 5158 : Andante WoO 57, Sonata Opus 28, 7 Bagatelles Opus 33, Bagatelle WoO 52
- (2009) Glo 5237 : Sonata Op.10 No 3, 8 Variations WoO 76, Sonatine (fa maj.) Kinsky - Halm Anhang 5b, Prélude WoO 55, Rondo Kinsky - Halm Anhang 6, Klavierstück WoO 61a, Sonatine (G maj.) Kinsky - Halm Anhang 5a, 6 variaties WoO 77
- (2002) Vel 3052 : Kurfürsten Sonate WoO 47 No 1, Klavierstück Pour Elise WoO 59, Sonata Opus 10 No 1, Klavierstück WoO 60, Sonata Opus 26, Klavierstück WoO 61
- (2002) Vel 3055 : Rondo Opus 51 No 1, Sonata Opus 10 No 2, Fantaisie Opus 77, Variations "Rule Britannia" WoO 79, 6 Écossaises WoO 83, Sonata Opus 90
- (2006) Gall CD 1190 : 6 menuetten WoO 10, Sonata Opus 31 No 2, 10 Variaties WoO 73, Sonata Opus 78

### Werken van Robert Schumann en Felix Mendelssohn
- (1992) Meridian Duo cd 89024 : Robert Schumann Arabeske Opus 18, Waldszenen Opus 82, Felix Mendelssohn Fantasie Opus 15, Lieder ohne Worte

### Werken van Felix Mendelssohn en John Field
- (1999) Vel 3010 : Felix Mendelssohn Sonata Opus 105, Serious Variations Opus 54, John Field Sonata Opus 1 No 1, Nocturne 13, Nocturne 18, Nocturne 14

### Werken van Wofgang Amadeus Mozart
- (2011) MO 0409 : Fantasy KV 475, Sonata KV 457, Sonata KV 282, Sonata KV 332